# Rubén Darío Carles
Rubén Darío «Chinchorro» Carles Grimaldo (Penonomé, 13 de diciembre de 1920 - Ciudad de Panamá, 17 de mayo de 2015) fue un economista, catedrático y político panameño.

## Biografía
Fue hijo del educador e historiador Rubén Darío Carles (padre) y Sixta Grimaldo, siendo descendiente de inmigrantes españoles que llegaron a Penonomé para ser terratenientes y comerciantes. Durante sus estudios secundarios en el Instituto Nacional de Panamá, aprendió del rector Richard Neumann a hacerse la corbata de lazo, conocido coloquialmente como «chinchorro» y recibió dicho apodo que se convirtió en una marca personal durante toda su vida.
Se graduó de la Universidad de Panamá en 1943, como licenciado en Ciencias Sociales y Económicas con especialización en Comercio; sin embargo, su vida profesional había comenzado poco antes en 1941, trabajando primero en Colón y luego en la Zona del Canal de Panamá. Ejerció como catedrático en la Facultad de Economía de la Universidad de Panamá desde 1948 hasta 1968, y junto con Braulio Vásquez, Emilio Clare y Carmen Miró, con la asesoría de Raúl Prebisch (Cepal), fundaron la Escuela de Economía de dicha universidad. Durante su exilio fue catedrático en la Universidad Nacional de Honduras (1969-1971) y tras su regreso a Panamá fue catedrático de la Universidad Santa María la Antigua (1973-1974).
Como banquero, fue vicepresidente de la casa matriz del Chase Manhattan Bank en Nueva York, en las sucursales de Panamá, de la Zona del Canal y de Puerto Rico, y prestó servicios en las subsidiarias Lar Brazileiro (Brasil), Banco Mercantil y Agrícola (Venezuela) y Atlantic Bank (Belice). Durante el exilio en Honduras, laboró en la sucursal del Chase y fue vicepresidente y presidente del Banco Atlántida (1976-1981).
En el sector público fue ministro en los gabinetes de los presidentes Ernesto de la Guardia (Ministro de Hacienda y Tesoro, 1956-1960), Marco Aurelio Robles (Ministro de Agricultura, Comercio e Industrias, 1964-1968) y Arnulfo Arias Madrid (Ministro de Agricultura, Comercio e Industrias, 1968), y fue nombrado Contralor General de la República (1989-1993) durante el gobierno de Guillermo Endara, siendo el encargado de arreglar las finanzas públicas tras la invasión estadounidense a Panamá de 1989, bajo estrictas medidas de control fiscal.
En la política se involucró desde su juventud, siendo parte de la Federación de Estudiantes de Panamá, de la Unión de Estudiantes Universitarios, el Movimiento Vanguardia Coclesana y fue fundador del Frente Patriótico de la Juventud (1945) que buscaba el fin de la intromisión militar, en especial durante el gobierno de José Remón Cantera (1952-1955) y posteriormente tras el golpe de Estado de 1968 se convirtió en un opositor al régimen militar, pasando por varios exilios sobre todo en Honduras y participó en el Partido Republicano y fue miembro fundador del Movimiento Liberal Republicano Nacionalista (Molirena) en 1982, conformado principalmente por empresarios y terratenientes. En la década de 1980 fue miembro clave en el nacimiento y desarrollo del diario La Prensa, opositor al régimen militar, siendo colaborador editorial, miembro de la Junta Directiva y presidente. En 1993, tomó distancia del gobierno de Guillermo Endara y se postuló como candidato presidencial en las elecciones generales de 1994, siendo apoyado por el Partido Renovación Civilista, el Molirena y el Movimiento de Renovación Nacional (Morena), quedando en cuarta posición.
Pasó sus últimos años alejado del entorno político y se concentró en el sector empresarial, siendo miembro de la Asociación Panameña de Ejecutivos de Empresa (Apede) hasta su fallecimiento en mayo de 2015, en donde recibió un funeral de Estado. Póstumamente, bajo resolución administrativa se asignó con su nombre al edificio sede de la Contraloría General de la República.
Estuvo casado con Querube de Solís desde los 39 años hasta su fallecimiento y no tuvo hijos.